# Balaenophilus manatorum
Balaenophilus manatorum is een eenoogkreeftjessoort uit de familie van de Balaenophilidae. De wetenschappelijke naam van de soort is voor het eerst geldig gepubliceerd in 1992 door Ortiz, Rogelio Lalana & Torres Fundora.